# Berzano di Tortona
Berzano di Tortona (piemontiul: Bërsòu vagy Barsòu) település Olaszországban, Piemont régióban, Alessandria megyében. Lakosainak száma 153 fő (2023. január 1.). Berzano di Tortona Monleale, Sarezzano, Viguzzolo, Volpeglino és Tortona községekkel határos.

## Népesség
A település népességének változása:
| Lakosok száma | 157  | 155  | 153  |
|               | 2017 | 2018 | 2023 |